# Donna di Haraldskær

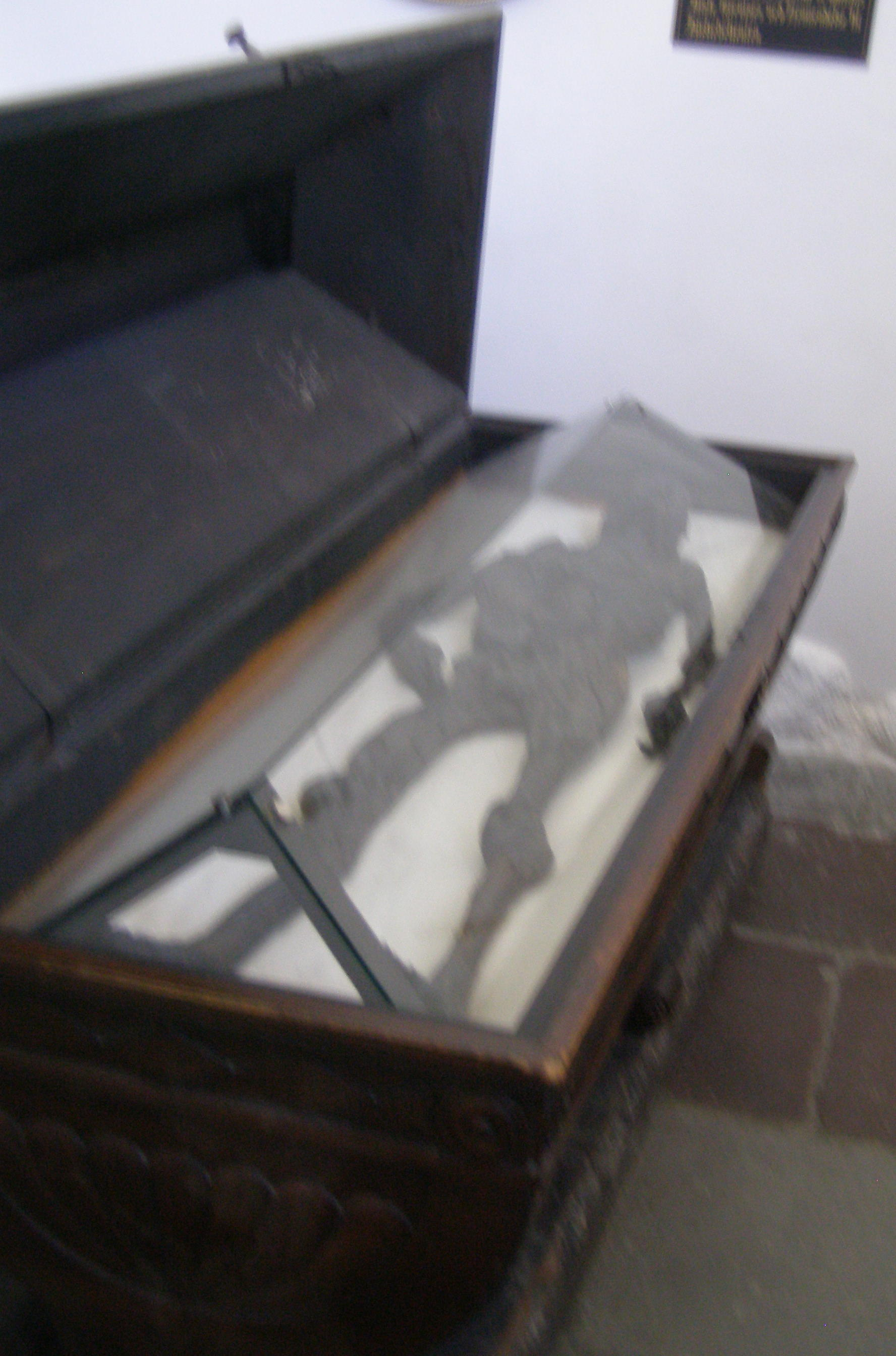
La Donna di Haraldskær esposta in una bara di vetro, Vejle, Danimarca.

La Donna di Haraldskær è una mummia di palude risalente all'età del ferro, rinvenuta in una torbiera che ne aveva naturalmente preservati i resti. Fu ritrovata nello Jutland, in Danimarca, nel 1835: a scoprirla furono degli operai intenti allo scavo di torba sulla tenuta Haraldskær. Le controversie riguardanti l'età e l'identità di questo corpo ben conservato sono state risolte nel 1977, quando la datazione al radiocarbonio ha definitivamente collocato la sua morte intorno al 500 a.C. Questo ritrovamento archeologico costituisce una delle prime mummie di palude mai rinvenute, insieme alla mummia di Tollund e all'Uomo di Lindow.
Il corpo della donna di Haraldskær si è notevolmente conservato grazie all'ambiente anaerobico e ai tannini dell'ambiente di torbiera in cui fu ritrovata. Il reperto si presenta non solo con lo scheletro intatto (cosa molto rara nelle mummie di palude), ma anche con la pelle e gli organi interni in buone condizioni. Il corpo è ora conservato in una teca di vetro dentro il Museo Culturale a Vejle, Danimarca.

## Attribuzione errata
Dopo la scoperta del corpo, le prime teorie sulla sua identità vertevano attorno alla figura di Gunnhild di Norvegia, vissuta nel 1000 d.C. circa. La maggior parte dei corpi recuperati nelle torbiere sono vittime di un violento assassinio o sacrificio rituale; infatti, queste persone venivano sepolte nelle paludi e non in terra asciutta.
Nella Jómsvíkinga saga si racconta che la regina Gunhild fu assassinata e poi sepolta in una palude, dopo che la sua morte era stata ordinata dal re danese Araldo Denteazzurro. Convinto che il corpo appartenesse alla regina, Federico VI di Danimarca ordinò la creazione di un elaborato sarcofago scolpito per conservare i resti. Questo trattamento speciale spiega l'eccellente stato di conservazione del cadavere; non ebbe un trattamento simile la mummia di Tollund, scoperta successivamente, che per questo motivo non fu adeguatamente preservata: del ritrovamento originale della mummia di Tollund rimane oggi solo la testa, essendo andata persa la maggior parte del corpo,
Un giovane archeologo del XIX secolo, J.J.A. Worsaae, avrebbe sostenuto invece l'opposta teoria, facendo risalire la Donna di Haraldskær all'età del Ferro.
La datazione al radiocarbonio, eseguita nel 1977, ha successivamente svelato che la donna morì all'incirca nel 500 a.C. circa, escludendo che potesse trattarsi della regina Gunhild.

## Dettagli sulla Donna Haraldskær

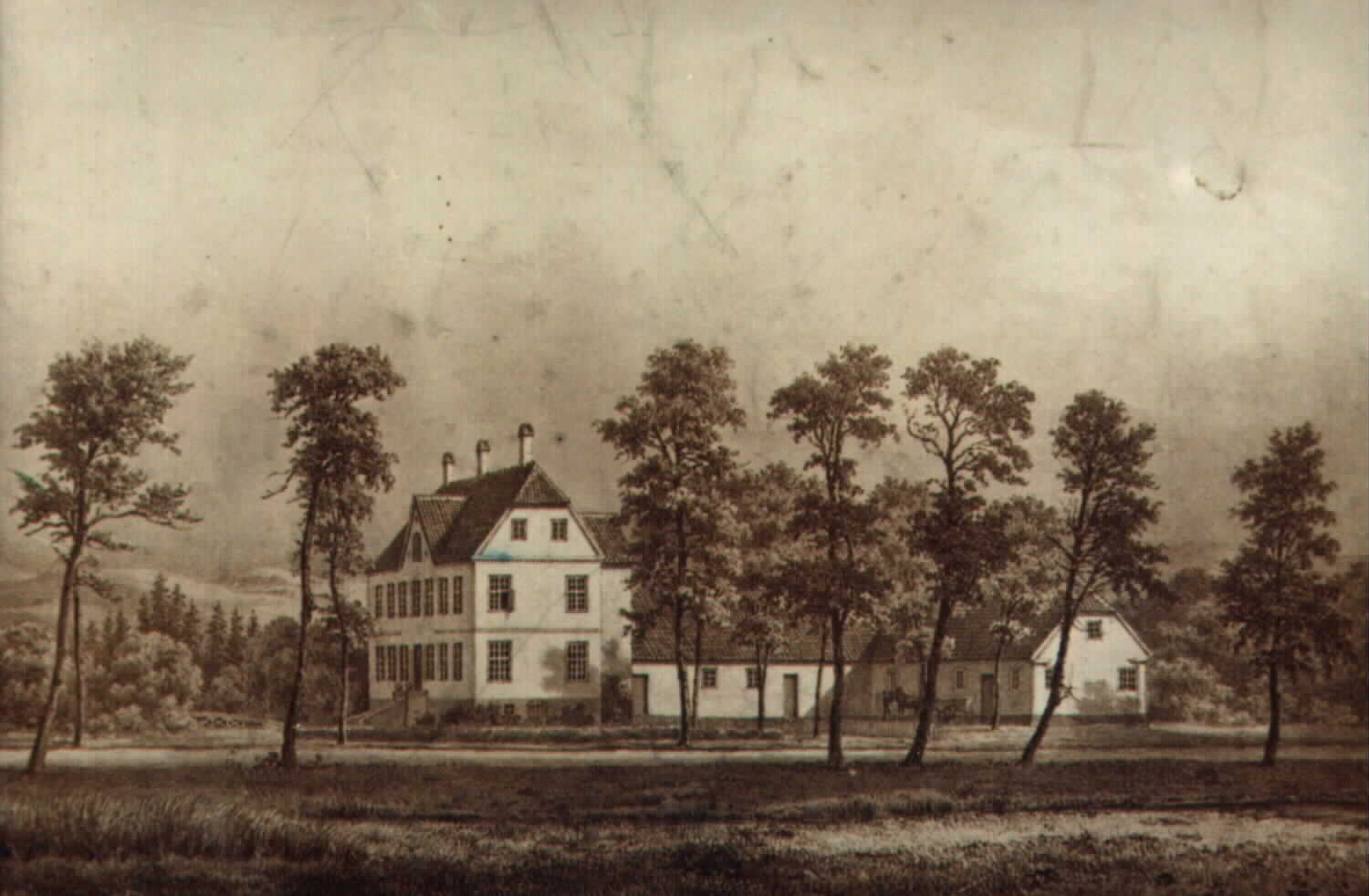
la tenuta Haraldskær verso il 1857.

Il corpo possiede ancora la pelle completamente intatta, così come gli organi interni e le articolazioni del corpo; a prima vista può sembrare una persona che sia deceduta da circa un anno. Secondo le varie stime fatte dagli studiosi, al momento della morte, il soggetto, doveva avere circa 50 anni. Il cadavere ha una ferita alla giunzione del ginocchio, dove qualche oggetto molto affilato è penetrato con una certa profondità. Non è chiaro se la donna fu vittima di un omicidio o se fu sacrificata durante qualche rito religioso.
Nel 2000 sono stati eseguiti dei test forensi sul contenuto dello stomaco, dai quali si è appurato che l'ultimo pasto effettuato dalla donna era a base di miglio e more. Inoltre si è appurato che sul collo c'erano dei segni come se una corda fosse stata stretta per tortura o strangolamento. Da tutto ciò si è dedotto che, molto probabilmente, si trattò di un'uccisione rituale, dal momento che nello Jutland non era utilizzata la sepoltura come pratica più diffusa per inumare i morti, bensì la cremazione.

## Processi chimici
Esiste solo un numero limitato di paludi vecchie di millenni dove sussistono le condizioni migliori per la corretta conservazione dei tessuti di mammiferi. La maggior parte di queste si trova nel nord Europa, nelle quali sono stati scoperti circa 700 corpi fino al 2006. Queste paludi si sono formate in zone prive di drenaggio dove si verifica un ricambio di acqua dolce limitato, ma sono anche caratterizzate da un ambiente quasi completamente anaerobico che, privo di ossigeno, impedisce ai microrganismi aerobici di attaccare e decomporre i tessuti. Inoltre l'ambiente è completamente saturo di acidi organici e aldeidi.
Queste torbiere acide hanno la capacità di conservare capelli, vestiti e oggetti in pelle. Un ottimo esempio di cuoio capelluto completamente preservato, insieme all'abbigliamento, è la Ragazza di Egtved risalente all'età del bronzo, recuperata sempre nello Jutland, Danimarca.
La maggior parte delle mummie di palude mostra segni di deterioramento posteriori alla loro scoperta. Infatti, quando tali campioni sono esposti alla normale atmosfera, senza speciali tecniche di conservazione, può iniziare rapidamente il processo di decomposizione. Il risultato è che molti esemplari sono andati effettivamente distrutti.

## Relazioni con le altre mummie di palude
Geograficamente i principali luoghi in cui sono state scoperte mummie di palude sono Danimarca, Germania settentrionale, i Paesi Bassi (almeno 65), il Regno Unito e in Irlanda. Il più antico di questi reperti risale al'8000 a.C. circa, mentre la maggior parte dei campioni provengono dall'età del ferro all'epoca romana (circa 800 a.C. al 400 d.C.). Nello Jutland sono state avviate grandi campagne di scavo da quando si è scoperto che le torbiere anaerobiche possedevano questa capacità di conservazione.

## La Donna di Haraldskær nella letteratura
Il primo riferimento letterario alla Donna di Haraldskær fu nel 1845 nel lavoro del drammaturgo danese Jens Christian Hostrup. Nell'opera drammatica La danza del passero e della gru, ritrae la regina Gunhild come un misterioso fantasma che si materializza davanti a un sarto e che reca con sé un misterioso anello. Il dono altera il modo in cui le persone percepiscono l'uomo e lo trasforma in una figura eroica. L'opera schernisce la borghesia del XIX secolo e critica l'ipotesi che il corpo ritrovato appartenga alla regina Gunhild.